# Лампаден
Лампаден (нем. Lampaden) — община в Германии, в земле Рейнланд-Пфальц. 
Входит в состав района Трир-Саарбург. Подчиняется управлению Келль ам Зее.  Население составляет 554 человека (на 31 декабря 2010 года). Занимает площадь 8,16 км².